# 切羅基鎮區 (堪薩斯州切羅基縣)
切羅基鎮區（英語：Cherokee Township）為美國堪薩斯州切羅基縣的鎮區。2010年美国人口普查中該鎮區人口有331人。

## 地理
切羅基鎮區涵蓋面積57.57平方（22.23平方英里），環繞著城市韋爾。

### 墓園
根據美國地質調查局的資料，此鎮區擁有3座墓園：
- 康瑟爾科納斯墓園（Council Corners Cemetery）
- 新普萊森特維尤墓園（New Pleasant View Cemetery）
- 聖安東尼墓園（Saint Anthony Cemetery）

## 人口統計
根據2010年美國人口普查，切羅基鎮區人口有331人，住房155戶，人口密度為5.75人/每平方公里。此鎮區居民之種族有97.89%為白人；0.3%為非裔美洲人；0.3%為美洲原住民；0%為亞洲人；0%為太平洋島民；0%為其他種族；另外有1.51%為混血種族。而西班牙裔或拉丁裔美洲人佔此鎮區人口的1.21%。

## 外部連結
- US-Counties.com
- City-Data.com （页面存档备份，存于）